# 國立天文台
國立天文台（日语：／ Kokuritsu Tenmondai，縮寫為）是日本的國家天文研究機構之一，係文部科學省管理的自然科學研究機構旗下之「大學共同利用機關」，成立於1988年，是由數個分布於日本各地的公立天文研究機構，加上兩處位於海外的天文觀測設施所組成，總部位於東京都三鷹市。

## 歷史
國立天文台的組織前身為1888年成立、隸屬於東京帝國大學的「東京天文台」，其歷史最早可以追溯到江户时代後期，幕府天文方設置的「淺草天文台」。1988年，東京天文台與文部省緯度觀測所、名古屋大學大氣研究所第三部門等3個研究機構，整併為國立天文台，為大學共同利用機關（日本一種以提供高等院校學術研究為目的的公設機構），直屬於文部科學省管轄（2001年前為文部省）。
2004年，日本的公立研究機構進行組織改造，各大學共同利用機關依據昨年通過的《國立大學法人法》整併為4個「大學共同利用機關法人」；國立天文台在此次組織改造中，成為大學共同利用機關法人自然科學研究機構的分支機構，仍由文部科學省直轄。

## 設施

### 日本國內

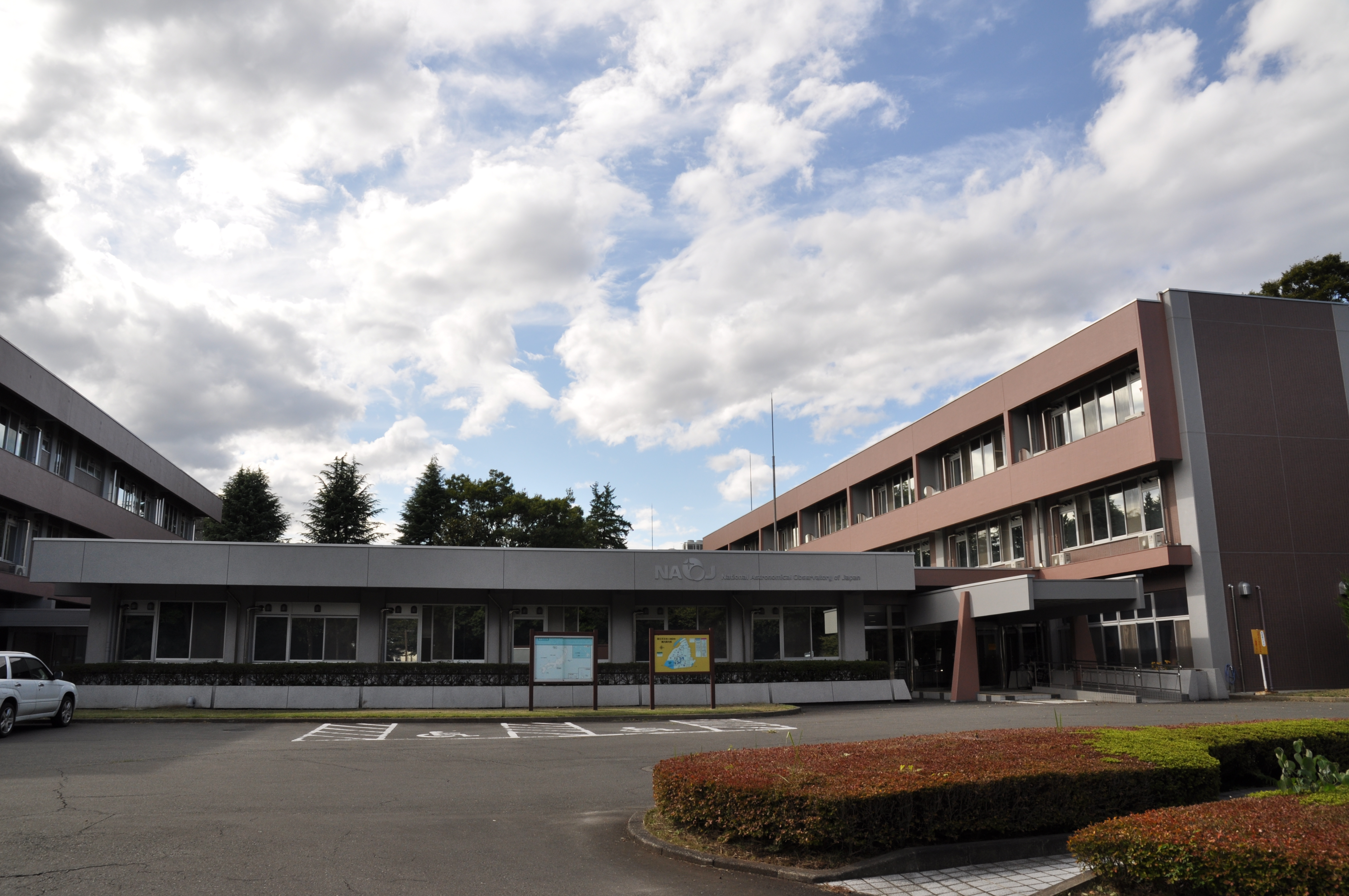
国立天文台 三鷹園區（東京都三鷹市）

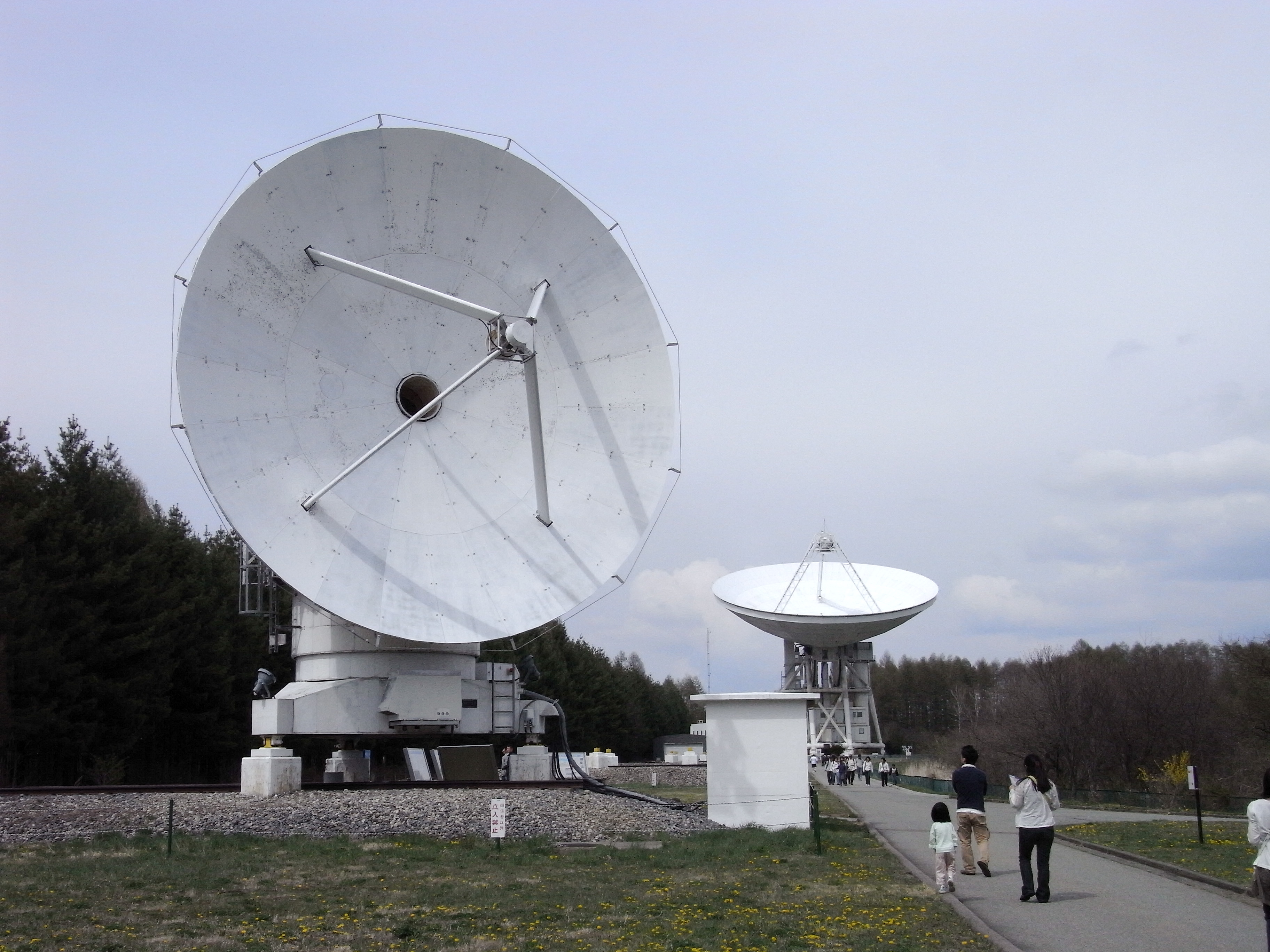
野邊山宇宙電波觀測所（長野縣南佐久郡）

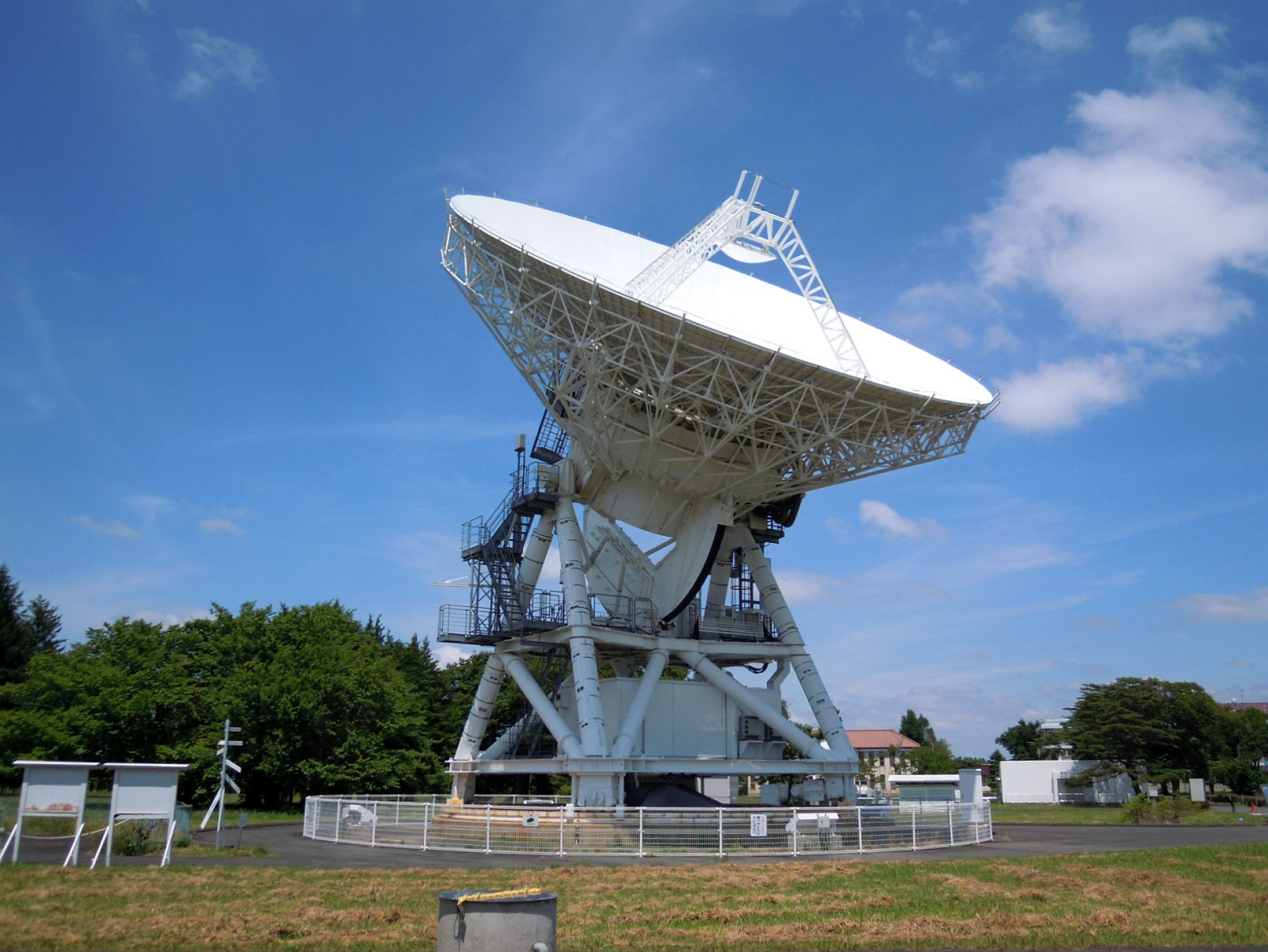
水澤20米電波望遠鏡

- 三鷹園區（東京都三鷹市）

NAOJ總部，天文資料中心，先進技術中心，公共關係中心
太陽閃焰望遠鏡、太陽黑子望遠鏡、50厘米公開望遠鏡、TAMA300重力波檢測棟、CfCA計算機室、4D2U圓頂劇場、圖書館
過去的儀器：Repsold子午環、自動光電子午環、太陽塔望遠鏡、大赤道儀室的60厘米折射望遠鏡，現為天文台歷史館、第一赤道儀室的20厘米折射望遠鏡
- 野邊山宇宙電波觀測所、野邊山太陽電波觀測所（長野縣南牧村）

45米毫米波望遠鏡、野邊山毫米波陣列、野邊山電波太陽照相機
- 水澤VERA觀測所（日语：水沢VLBI観測所）（岩手縣奧州市水澤區）

20米電波望遠鏡、10米VLBI電波望遠鏡
過去的建築物：Dr. Kimura Museum
- 乘鞍日冕觀測所 （長野縣乘鞍岳）

10公分日冕儀、25公分日冕儀
- 岡山天體物理觀測所 （岡山縣竹林寺山）

188公分望遠鏡、91公分望遠鏡、65公分庫德式太陽望遠鏡
- VERA 20米電波望遠鏡（水澤，小笠原群島，入來，石垣島）

### 日本國外
- 夏威夷觀測所（日语：国立天文台ハワイ観測所）（夏威夷大島）

昴星團望遠鏡（毛納基山）
希洛基地設施（希洛）
- 智利觀測所（智利阿他加馬沙漠）

阿塔卡馬大型毫米波/亞毫米波陣列
阿塔卡马亚毫米望远镜实验

## 計畫與展望
- ALMA：ASTE（英语：Atacama Submillimeter Telescope Experiment）
- SELENE
- VSOP、VSOP-2
- Hinode(Solar-B)
- SPICA
- JASMINE
- Hubble Origins Probe
- TMT

## 歷任台長
1. 古在由秀（1987年-1994年）
2. 小平桂一（1994年-2000年）
3. 海部宣男（2000年-2006年）
4. 觀山正見（2006年-2012年）
5. 林正彥（2012年-2018年）
6. 常田佐久（2018年至今）

## 外部連結
- 國立天文台（页面存档备份，存于）（日語）（英文）
- 國立天文台水澤 （页面存档备份，存于）（日語）（英文）